# Tétradymite
La (ou le car le genre était initialement masculin au XIXe siècle)  tétradymite est une espèce minérale composée de tellurure de bismuth avec des traces de Se;Au;Cu;Pb.

## Inventeur et étymologie
Décrite par Wilhelm Karl Ritter von Haidinger en 1831. Le nom dérive du grec tetradumos (« quadruple »), par allusion à ses macles fréquentes.

## Topotype
Zupkov (ou Zsubko), Stredoslovensky Kraj (Slovaquie).

## Gîtologie
Dans les veines hydrothermales de quartz-aurifère de température modérée à haute et au contact des dépôts métamorphiques. Il est associé à d'autres tellurure : hessite, altaïte, petzite, mais aussi au bismuth et à l'or natifs.

## Synonymie[3]
- bismuthotellurite
- bornine (Beudant), Attention il existe bien une espèce minérale portant  ce nom la bornite sulfure de cuivre et fer décrite par Haidinger.
- csiklovaite qui désigne en fait un mélange de Tétradymite, Bismuthinite, et Galenobismutite, déclassée du rang d'espèce en 1991.
- daphyllite
- xaphyllite Chester (1896).

## Gisements remarquables
- Autriche
  - Wurten glacier, Wurten, Innerfragant, Goldberg group, Mts  Hohe Tauern, Carinthie[4],
- Canada
  - Glacier Gulch, Smithers, Omenica Mining Division, Colombie britannique[5]
- France
  - Mine d’Anglade, Salau, Seix, Cauflens, Ariège, Midi Pyrénées[6]
- Roumanie
  - Oravita (Oravicza) , Monts Banat
- Slovaquie
  - Župkov, Pohronský Inovec (Topotype)

## Utilisation
La tétradymite peut être utilisée comme minerai de tellure et de bismuth.

## Galerie

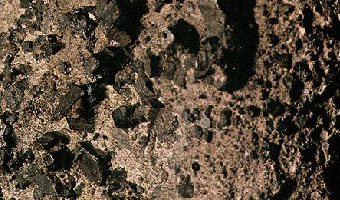
Župkov, Pohronský Inovec  - Slovaquie